# Спокуса Святого Антонія (картина Босха)
Це стаття про панно Ієроніма Босха. Статтю про триптих цього ж автора див. Спокуса святого Антонія (Ієронім Босх)
«Спокуса святого Антонія» — панно Ієроніма Босха. Наразі знаходиться у мадридському музеї Прадо.

## Короткий опис
Абат святий Антоній зображений у роздумах на тлі сонячного пейзажу, притулившись до стовбура сухого дерева. Святий Антоній є постійною фігурою у роботах Босха — на цю тему він написав до 15 картин. На цьому полотні представлена обстановка усамітнення і спокуси, у якій святий перебував понад двадцять років. Хоча ця картина значно відрізняється від інших робіт Босха про святого Антонія, наприклад, триптиха з цією ж назвою, типові риси священника все ж присутні, включаючи його темно-коричневе вбрання з грецькою буквою «тау» і свинею поруч із ним.
На противагу раннім роботам про святого Антонія, ця версія Спокуси святого Антонія показує священника у стані спокою і споглядання. Околиці поруч із ним викликають почуття спокою і умиротворення. Свиня, що лежить поруч, схожа на домашню тварину. А демони — істоти, що спокушають, — тепер більше схожі на гоблінів і не порушують відчуття спокою картини. Дух, який споглядає, викликається, каже містик 14 століття Рюйсбрук: «Споглядаючи і віддаючись повністю, насолоджуючись єдністю об'єктів і буття».
Ця картина, спочатку обрамлена напівкруглою аркою, була однією з пізніх робіт Босха і належить до періоду приблизно після 1490 року. Король Іспанії Філіп II послав її до монастиря Ескоріал поблизу Мадрида. Звідти картина потрапила до музею Прадо до складу королівської колекції.